# Dracunculoză
Dracunculoza, cunoscută și sub denumirea de boala viermelui de Guineea (guinea worm disease- GWD), este o infecție cauzată de viermele de Guineea.

## Definiție și simptome
Infectarea survine în momentul în care o persoană bea apă care conține purici de apă infestați cu larve de vierme de Guineea. La început, nu există niciun fel de simptom. După aproximativ un an, persoana în cauză începe să resimtă o senzație de arsură dureroasă pe măsură ce femela de vierme formează o veziculă subcutanată, de obicei la nivelul membrelor inferioare. Apoi, timp de câteva săptămâni, viermele perforează pielea pentru a ieși. În această perioadă, mersul sau lucrul pot fi dificil de realizat. Este foarte neobișnuit ca boala să determine moartea.

## Cauze
Oamenii sunt singurele specii cunoscute care pot fi infectate cu viermele de Guineea. Viermele are o lățime de 1-2 milimetri, iar o femelă adult are o lungime cuprinsă între 60 și 100 de centimetri (masculii sunt mult mai scurți). În exteriorul organismului uman, ouăle pot supraviețui până la trei săptămâni. Trebuie să fie ingerate de puricii de apă în acest timp. În interiorul puricilor de apă, larvele pot supraviețui chiar și patru luni. Prin urmare, pentru a putea persista într-o anumită regiune, boala trebuie să se dezvolte la oameni în fiecare an. În mod obișnuit, diagnosticarea bolii poate fi făcută pe baza semnelor și simptomelor specifice.

## Prevenire și tratament
Prevenirea se realizează prin diagnosticarea bolii în fazele incipiente și prin împiedicarea contactului rănii cu apa potabilă. Alte măsuri includ: un acces mai facil la apă curată sau, dacă acest lucru nu este posibil, filtrarea apei. De cele mai multe ori, simpla filtrare printr-un material textil este suficientă. Apa potabilă contaminată poate fi tratată cu o substanță chimică numită DFMG pentru a omorî larvele. Nu există medicamente sau vaccinuri împotriva bolii. Viermele poate fi îndepărtat încet, pe parcursul a câteva săptămâni, prin rularea lui pe un băț. Ulcerațiile formate de vierme ca urmare a ieșirii sale din organism pot fi infectate de bacterii. Este posibil ca durerea să persiste timp de câteva luni după ce viermele a fost îndepărtat.

## Epidemiologie și istoric
În 2013 au fost raportate 148 de cazuri. Aceasta reprezintă o scădere față de 3,5 milioane de cazuri în 1986. În prezent, apare doar în 4 țări din Africa, față de 20 de țări în anii '80. Cea mai afectată țară este Sudanul de Sud. Aceasta va fi, cel mai probabil, prima boală parazitară eradicată. Boala viermelui de Guineea este cunoscută din timpuri străvechi. Este menționată în lucrarea egipteană de medicină Ebers Papyrus, datând din 1550 î.Hr.. Denumirea de dracunculoză derivă din Latină „necaz din cauza dragonilor mici“, în timp ce numele de „vierme de Guineea“ a apărut după ce europenii au văzut boala pe coasta Guineei Africa de Vest în secolul al XVII-lea. O specie similară viermelui de Guineea determină îmbolnăvirea altor animale. Se pare că acestea nu infectează oamenii. Este clasificată ca boală tropicală neglijată.